# Moulin Rouge!
Moulin Rouge! (també escrit Moulin Rouge) és una pel·lícula musical del 2001 dirigida per Baz Luhrmann i el títol amb què el director conclou la seva Red Curtain Trilogy. Moulin Rouge! va suposar una nova visió del gènere musical en el cinema i va ser protagonitzada per Nicole Kidman i Ewan McGregor. Ha estat doblada al català.
Està basada en gran part en l'òpera de Giuseppe Verdi La traviata, així com en la novel·la La dama de les camèlies de l'escriptor francès Alexandre Dumas (fill). La cinta va participar en la selecció oficial del Festival de Cannes de 2001.

## Argument
La pel·lícula està ambientada al mític cabaret parisenc que bateja el film, durant la seva època daurada a finals del segle XIX; tot això envoltat d'un ambient surrealista on de la realitat a la màgia només hi ha un glop de licor i on la Modernitat buscava enderrocar el pensament convencional en totes les àrees (particularment en les arts). El film té com tema principal l'amor. Tracta d'un jove escriptor bohemi que s'enamora d'una bella cortesana del Moulin Rouge. Una nit, gràcies a l'atzar i a una sèrie de mal entesos, el destí els creua. Ell l'enamora amb la seva poesia, ella el fetilla amb la llum que irradien els seus ulls. Volen. Però tot s'acaba abruptament, quan la dolça Satine (Nicole Kidman) adverteix la confusió: no era ell el milionari duc al que estava predisposada a convèncer per a finançar una obra de teatre sinó que és un bohemi escriptor. El jove escriptor li oferix a ella amor veritable, mentre que el ric noble li oferix complir els seus somnis de convertir-se en una actriu legítima.

## Estètica
Podem veure amb la vestimenta dels personatges i les decoracions tota una estètica que va enfocada cap a l'excés, típic del món de l'espectacle en el qual ens envoltem. Els diferents personatges del cabaret són un recull de les personalitats més pintoresques, extravagants i grotesques que es podien trobar a un local com el Moulin Rouge!. Aquests personatges estan caracteritzats amb colors vius i llampants, representant així l'exageració constant que es formula al món de la faràndula. Baz Luhrmann destaca en diverses escenes aquesta utilització massiva del color, combinant-ho amb un muntatge frenètic per crear en l'espectador la sensació d'estar vivint el mateix ambient que vivien els personatges de l'època. Entre tots aquests colors, el vermell és el que cobra més importància, ja que no només es fa present en aquestes escenes d'excés, sinó que també apareix en molts altres moments, convertint-se en un símbol de la passió que viuen els protagonistes; de fet, la protagonista femenina, la Satine, a l'escena de la cançó “Elephant Love Medley” es converteix en una encarnació del color vermell, deixant la seva clara posició de cortesana però, alhora, deixant-se emportar per l'amor idealitzat que li descriu el Christian, provocant una col·lisió entre l'amor vertader i passional i l'amor ficcionat a través de mecanismes socials.
A Moulin Rouge! podem observar també una clara influència de Bollywood, apreciable en diferents nivells. Luhrmann fa un homenatge al cinema indi incloent la cançó “Chamma Chamma”, que formava part del film China Gate. A més, també adopta el disseny visual d'aquest tipus de cinema, mostrant un  vestuari i uns colors saturats que ens recorden als de la cultura índia. No obstant, el Bollywood no pretén que la música i la dansa s'integrin a l'argument, sinó que reflecteixen actitud índia envers la sensualitat i la moralitat. A Moulin Rouge! el cant i la dansa, s'integren i es converteixen en un dispositiu narratiu afegit. Tanmateix, les reminiscències del Bollywood són apreciables també a nivell narratiu, ja que la trama melodramàtica recorda als arguments indis i, a més, el show que preparen els bohemis està ambientat a l'Índia. A la posada en escena també trobem certs elements hindús presents, no només a l'escena final sinó també al llarg del film, com ara amb l'elefant arquitectònic on tenen lloc dues de les cançons més romàntiques del film.

## Repartiment
- Nicole Kidman: Satine
- Ewan McGregor: Christian
- Jim Broadbent: Harold Zidler
- Richard Roxburgh: El "Duke" de Monroth
- John Leguizamo: Henri de Toulouse-Lautrec
- Jacek Koman: L'argentí inconscient
- Caroline O'Connor: Nini
- Richard Roxburgh: El Duke
- Garry McDonald: El doctor
- David Wenham: Audrey
- Kylie Minogue: La fada verda

## Estrena i recepció
Primerament, la pel·lícula havia d'estrenar-se les festes de Nadal del 2000, però 20th Century Fox va allargar el termini cap a la primavera. El 10 de maig de 2001, "Moulin Rouge!" fou presentada al festival de Canes. L'estrena als Estats Units va ser el 18 de maig de 2001 i varen seguir la resta del món amb estrenes a partir de l'1 de juny de 2001.
"Moulin Rouge!" va ser tot un èxit en taquilla aconseguint $185,095 en sols dos cinemes el cap de setmana d'estrena. Va seguir-se elevant la xifra el dia en memòria dels soldats estatunidencs morts en una batalla amb $254,098. Quan es va projectar en més de 2500 cinemes, va arribar als 14.2 milions de dòlars el cap de setmana d'estrena arreu del món. El film va aconseguir $57 milions als Estats Units. Durant l'octubre de 2001, pels Oscars, van fer una nova i breu estrena del llargmetratge amb l'objectiu que Kidman i McGregor fossin nominats a l'Oscar.
La pel·lícula va ser un altre cop un èxit. Va posicionar-se en el més alt de la taquilla d'Austràlia quan es va tornar a estrenar a finals de 2001, igualment amb altres audiències d'altres països. Va guanyar més de 20 milions de dòlars arreu del món, resultant una taquilla de 179.213.434 dòlars per tot el món.
El film va sortir en DVD el 18 de desembre de 2001 seguit per una projecció en VHS el 19 de març de 2002. Va sortir al mercat en Blu-Ray el 19 d'octubre de 2010.
Va rebre bones crítiques per part del públic i els crítics cinematogràfics. Basant-se en l'opinió de 200 crítics, la pel·lícula obté una acceptació del 78% i una nota de 7.1 sobre 10 a la web de cine Rotten Tomatoes i una nota de 66 sobre 100, basada en 35 valoracions, a Metacritic. A la web MarkReviewsMovies obté 4 estrelles de 5 i forma part dels millors films de 2001.
"Moulin Rouge!" es va doblar al català a finals del 2016, i TV3 la va emetre el 26 de desembre del mateix any, dia de Sant Esteve.

## Premis i nominacions
| Award                            | Categoria                                                | Nominats                                                        | Resultat    | Referència    |
| -------------------------------- | -------------------------------------------------------- | --------------------------------------------------------------- | ----------- | ------------- |
| Premis AACTA                     | Millor pel·lícula                                        | Martin Brown, Fred Baron, Baz Luhrmann                          | Nominats    | [ 8 ]         |
| Premis AACTA                     | Millor direcció                                          | Baz Luhrmann                                                    | Nominat     | [ 8 ]         |
| Premis AACTA                     | Millor actor principal                                   | Ewan McGregor                                                   | Nominat     | [ 8 ]         |
| Premis AACTA                     | Millor actriu principal                                  | Nicole Kidman                                                   | Nominada    | [ 8 ]         |
| Premis AACTA                     | Millor actor secundari                                   | Richard Roxburgh                                                | Nominat     | [ 8 ]         |
| Premis AACTA                     | Millor fotografia                                        | Donald McAlpine                                                 | Guanyador   | [ 8 ]         |
| Premis AACTA                     | Millor edició                                            | Jill Bilcock                                                    | Guanyadora  | [ 8 ]         |
| Premis AACTA                     | Millor so                                                | Andy Nelson, Roger Savage, Guntis Sics                          | Guanyadors  | [ 8 ]         |
| Premis AACTA                     | Millor direcció artística                                | Catherine Martin                                                | Guanyadora  | [ 8 ]         |
| Premis AACTA                     | Mllor disseny de vestuari                                | Catherine Martin, Angus Strathie                                | Guanyadors  | [ 8 ]         |
| Premis Oscar                     | Millor pel·lícula                                        | Fred Baron, Martin Brown and Baz Luhrmann                       | Nominats    | [ 9 ]         |
| Premis Oscar                     | Millor actriu                                            | Nicole Kidman                                                   | Nominada    | [ 9 ]         |
| Premis Oscar                     | Millor edició                                            | Jill Bilcock                                                    | Nominada    | [ 9 ]         |
| Premis Oscar                     | Millor fotografia                                        | Donald McAlpine                                                 | Nominat     | [ 9 ]         |
| Premis Oscar                     | Mllor disseny de vestuari                                | Catherine Martin and Angus Strathie                             | Guanyadors  | [ 9 ]         |
| Premis Oscar                     | Millor direcció d'art                                    | Art Direction: Catherine Martin; Set Decoration: Brigitte Broch | Guanyadores | [ 9 ]         |
| Premis Oscar                     | Millor maquillatge                                       | Maurizio Silvi and Aldo Signoretti                              | Nominats    | [ 9 ]         |
| Premis Oscar                     | Millor so                                                | Andy Nelson, Anna Behlmer, Roger Savage and Guntis Sics         | Nominats    | [ 9 ]         |
| ACE Eddie                        | Millor edició de pel·lícula– Comèdia o musical           | Jill Bilcock                                                    | Guanyadora  | [ 4 ]         |
| Premis BAFTA                     | Millor pel·lícula                                        | Fred Baron, Martin Brown, Baz Luhrmann                          | Nominats    | [ 10 ]        |
| Premis BAFTA                     | Millor direcció                                          | Baz Luhrmann                                                    | Nominat     | [ 10 ]        |
| Premis BAFTA                     | Millor guió original                                     | Baz Luhrmann, Craig Pearce                                      | Nominats    | [ 10 ]        |
| Premis BAFTA                     | Millor actor secundari                                   | Jim Broadbent                                                   | Guanyador   | [ 10 ]        |
| Premis BAFTA                     | Millor fotografia                                        | Donald McAlpine                                                 | Nominat     | [ 10 ]        |
| Premis BAFTA                     | Millor so                                                | Andy Nelson, Anna Behlmer, Roger Savage, Guntis Sics            | Guanyadors  | [ 10 ]        |
| Premis BAFTA                     | Millor música                                            | Craig Armstrong, Marius De Vries                                | Guanyadors  | [ 10 ]        |
| Premis BAFTA                     | Millor direcció artística                                | Catherine Martin                                                | Nominada    | [ 10 ]        |
| Premis BAFTA                     | Mllor disseny de vestuari                                | Catherine Martin, Angus Strathie                                | Nominats    | [ 10 ]        |
| Premis BAFTA                     | Millor edició                                            | Jill Bilcock                                                    | Nominada    | [ 10 ]        |
| Premis BAFTA                     | Millors efectes especials                                | Chris Godfrey, Andy Brown, Nathan McGuinness, Brian Cox         | Nominats    | [ 10 ]        |
| Premis BAFTA                     | Millor maquillatge i perruqueria                         | Maurizio Silvi, Aldo Signoretti                                 | Nominats    | [ 10 ]        |
| Premis Golden Globe              | Millor pel·lícula - Musical o comèdia                    | Fred Baron, Martin Brown, Baz Luhrmann                          | Guanyadors  |               |
| Premis Golden Globe              | Millor direcció                                          | Baz Luhrmann                                                    | Nominat     |               |
| Premis Golden Globe              | Millor actor - Musical o comèdia                         | Ewan McGregor                                                   | Nominat     |               |
| Premis Golden Globe              | Millor actriu - Musical o comèdia                        | Nicole Kidman                                                   | Guanyadora  |               |
| Premis Golden Globe              | Miillor cançó original ("Come What May")                 | David Baerwald, Kevin Gilbert                                   | Nominats    |               |
| Premis Golden Globe              | Millor banda sonora original                             | Craig Armstrong                                                 | Guanyador   |               |
| Premis Grammy                    | Millor banda sonora de recopilació per a suports visuals | Craig Armstrong                                                 | Nominat     | [ 11 ]        |
| National Board of Review Award   | Millor pel·lícula                                        | Fred Baron, Martin Brown, Baz Luhrmann                          | Guanyadors  | [ 12 ]        |
| Producers Guild of America Award | Millor pel·lícula                                        | Fred Baron, Martin Brown, Baz Luhrmann                          | Guanyadors  | [ 13 ]        |
| Premis Satellite                 | Millor pel·lícula                                        | Fred Baron, Martin Brown, Baz Luhrmann                          | Nominats    | [ 14 ] [ 15 ] |
| Premis Satellite                 | Millor director                                          | Baz Luhrmann                                                    | Guanyador   | [ 14 ] [ 15 ] |
| Premis Satellite                 | Millor guió original                                     | Baz Luhrmann, Craig Pearce                                      | Nominats    | [ 14 ] [ 15 ] |
| Premis Satellite                 | Millor actor                                             | Ewan McGregor                                                   | Guanyador   | [ 14 ] [ 15 ] |
| Premis Satellite                 | Millor actriu                                            | Nicole Kidman                                                   | Guanyadora  | [ 14 ] [ 15 ] |
| Premis Satellite                 | Millor banda sonora                                      | Craig Armstrong                                                 | Guanyador   | [ 14 ] [ 15 ] |
| Premis Satellite                 | Millor cançó original ("Come What May")                  | David Baerwald, Kevin Gilbert                                   | Nominats    | [ 14 ] [ 15 ] |
| Premis Satellite                 | Millor fotografia                                        | Donald McAlpine                                                 | Nominat     | [ 14 ] [ 15 ] |
| Premis Satellite                 | Millor edició                                            | Jill Bilcock                                                    | Nominada    | [ 14 ] [ 15 ] |
| Premis Satellite                 | Millors efectes                                          | Chris Godfrey, Andy Brown, Nathan McGuinness, Brian Cox         | Nominats    | [ 14 ] [ 15 ] |
| Premis Satellite                 | Millor direcció d'art i disseny de producció             | Catherine Martin                                                | Guanyadora  | [ 14 ] [ 15 ] |
| Premis Satellite                 | Mllor disseny de vestuari                                | Catherine Martin, Angus Strathie                                | Guanyadors  | [ 14 ] [ 15 ] |
| Premis Satellite                 | Millor so                                                | Andy Nelson, Anna Behlmer, Roger Savage, Guntis Sics            | Nominats    | [ 14 ] [ 15 ] |

### César
- Nominada al César a la millor pel·lícula estrangera (2001)

## Banda sonora
Com a pel·lícula musical, les cançons tenen un paper important. El que fa de Moulin Rouge! un musical atípic és que les seves cançons no són originals sinó que es basen en popurris o versions de cançons que defineixen la cultura de finals del segle xx; d'aquesta manera trobem un dels anacronismes més destacats de la pel·lícula, ja que les cançons estan compostes per peces contemporànies que ajuden al públic a sentir-se identificat i partícip de la història. D'aquesta manera, els propòsits principals de la música són fer avançar la història i atraure la audiència. Aquesta és tractada d'un mode completament eclèctic i recorre a grans èxits clàssics del pop i del rock, transportant els cabarets de París als clubs nocturns actuals. Podríem definir, doncs, la banda sonora de Moulin Rouge! com un conjunt de temes reciclats i reinventats en diversos collages. Així, Luhrmann i el seu equip de compositors aconsegueixen crear una reinterpretació dels temes d'una forma més romàntica.
L'àlbum de la banda sonora va sortir al mercat l'any 2001, i conté gran part dels temes cantats a la pel·lícula:
| #  | Títol                                                  | Cantant                                                                         | Durada |
| -- | ------------------------------------------------------ | ------------------------------------------------------------------------------- | ------ |
| 1  | "Nature Boy"                                           | David Bowie                                                                     | 3:25   |
| 2  | "Lady Marmalade"                                       | Christina Aguilera, P!nk, Lil' Kim i Mýa                                        | 4:25   |
| 3  | "Because We Can"                                       | Fatboy Slim                                                                     | 3:27   |
| 4  | "Sparkling Diamonds"                                   | Nicole Kidman, Jim Broadbent, Caroline O'Connor, Natalie Mendoza i Lara Mulcahy | 2:52   |
| 5  | "Rhythm of the Night"                                  | Valeria Andrews                                                                 | 3:49   |
| 6  | "Your Song"                                            | Ewan McGregor i Alessandro Safina                                               | 3:40   |
| 7  | "Children of the Revolution"                           | Bono, Gavin Friday i Maurice Seezer                                             | 2:59   |
| 8  | "One Day I'll Fly Away"                                | Nicole Kidman                                                                   | 3:18   |
| 9  | "Diamond Dogs"                                         | Beck                                                                            | 4:34   |
| 10 | "Elephant Love Medley"                                 | Nicole Kidman, Ewan McGregor i Jamie Allen                                      | 4:13   |
| 11 | "Come What May"                                        | Nicole Kidman i Ewan McGregor                                                   | 4:48   |
| 12 | "El Tango de Roxanne"                                  | Ewan McGregor, José Feliciano i Jacek Koman                                     | 4:42   |
| 13 | "Complainte de la Butte"                               | Rufus Wainwright                                                                | 3:07   |
| 14 | "Hindi Sad Diamonds"                                   | Nicole Kidman, John Leguizamo i Alka Yagnik                                     | 3:28   |
| 15 | "Nature Boy"                                           | David Bowie i Massive Attack                                                    | 4:23   |
| 16 | "Lady Marmalade" (Thunderpuss radio mix) (bonus track) | Christina Aguilera, Lil' Kim, Mýa i Pink                                        | 4:09   |
| 17 | "Come What May" (Josh G. Abrahams remix) (bonus track) | Ewan McGregor i Nicole Kidman                                                   |        |